# Мария Кастильская (королева Арагона)
Мари́я Касти́льская (исп. María de Castilla; 1 января 1401, Сеговия, Кастилия — 4 октября 1458, Валенсия, Валенсия) — дочь короля Кастилии и Леона Энрике III из рода Трастамара, принцесса Астурии; в замужестве — королева Арагона, Валенсии, Майорки, Сицилии, Сардинии и Корсики, Неаполя, графиня Барселоны и прочих земель Каталонии.

## Происхождение и ранние годы
Мария Кастильская была старшей дочерью Энрике III, короля Кастилии и Леона, и Екатерины Ланкастерской, единственной дочери Джона Гонта, герцога Ланкастера, и его второй жены Констанции Кастильской. По материнской линии Мария была потомком английских и французских королей. Крёстной матерью девочки была тётка её матери — монахиня Мария де Айала, внебрачная дочь кастильского короля Педро I. Образование юной принцессы было поручено поэту Педро Гонсалесу де Мендоса и Инес де Айала-и-Толедо, сеньоре де Касаррубиос-дель-Монте. Будучи старшим ребёнком правящего короля, Мария Кастильская получила титул принцессы Астурийской, а 6 января 1402 года Кортесы Толедо признали её предполагаемой наследницей престола, поскольку на тот момент других наследников, в том числе и мужского пола, её отец не имел. Тогда же была достигнута договорённость об обручении Марии с двоюродным братом — инфантом Альфонсо Арагонским, сыном Фердинанда I, короля Арагона. Такой брачный союз должен был упрочить положение Марии как наследницы престола, однако в 1405 году, после рождения младшего брата — инфанта Хуана, статус наследницы был ею утрачен. С этого момента девочка стала именоваться инфантой Марией.
Детство инфанты было вполне счастливым; кроме того, она не испытывала никаких проблем со здоровьем вплоть до вступления в брак. Отец Марии умер в 1406 году и новым королём стал годовалый брат инфанты. Мать девочки стала регентом при малолетнем сыне, сама же Мария вновь получила статус предполагаемой наследницы. Самые близкие отношения у Марии сложились именно с матерью, с которой она продолжала вести активную переписку и после вступления в брак.

## Брак
Помолвка между Марией и Альфонсо не была формализована до тех пор, пока инфанте не исполнилось семь лет, однако она была подтверждена последней волей Энрике III. В своём завещании отец Марии также оговорил будущие браки остальных своих детей, все они были связаны с королевским домом Арагона: брат Марии, Хуан, должен был жениться на сестре Альфонсо — Марии Арагонской, а сестра инфанты, Екатерина, должна была стать женой брата Альфонсо — Энрике Арагонского.
12 июня 1415 года в кафедральном соборе Валенсии состоялось венчание Марии и Альфонсо; церемонию провёл антипапа Бенедикт XIII, который также выдал разрешение на брак паре. Невеста принесла большое приданое в виде земель и многочисленных доходов, её мужу был присвоен титул инфанта Кастилии. Однако семейное счастье супругов пошатнулось из-за действий членов семьи мужа. Позднее брат Марии, король Хуан, жаловался, что приданое было слишком большим и что на самом деле это было наибольшее приданое, которое когда-либо получала инфанта Кастилии.
Семейная жизнь молодожёнов омрачалась политикой, проводимой свёкром инфанты, а также вмешательством в их личную жизнь матери Альфонсо Элеоноры Альбукеркской. Кроме того, вскоре после свадьбы проявились проблемы со здоровьем Марии: она страдала эпилепсией, а также переболела оспой, из-за чего на лице инфанты остались шрамы. Первые регулы у Марии пришли только в шестнадцать лет, из-за чего пришлось отложить консуммацию брака. В первые годы брака Мария была счастлива, но в дальнейшем отсутствие детей превратило их брак в обычный политический союз и сильно повлияло на личные отношения инфанты с супругом и его правление. Отношения между супругами окончательно разрушились в 1423 году, когда по возвращении Альфонсо из Неаполя, Мария узнала о наличии у него любовницы-итальянки Жиралдоны Карлино, через два года родившей Альфонсо сына Фердинанда. Глубоко опечаленная изменой мужа, Мария сообщила супругу ложные новости о смерти его матери. Мария и Альфонсо сохраняли брак лишь из политических соображений.

## Королева Арагона

Герб Марии в браке.
Надвое: справа — герб Арагонского королевства (в золотом поле четыре червлёных узких столба); слева — герб королевства Кастилии и Леона (щит рассечён и пересечён: в первой и четвёртой частях в червлёном поле золотой с лазурью замок [Кастилия], во второй и третьей частях в серебряном поле лиловый восстающий лев, вооружённый червленью [Леон]). Щит увенчан золотой королевской короной, украшенной червлёными и зелёными драгоценными каменьями

Меньше чем через год, 1 апреля 1416 года, умер король Арагона Фердинанд I Справедливый и трон унаследовал супруг Марии. Болезнь не позволила Марии присутствовать на похоронах царственного свёкра; не смогла она присутствовать и на похоронах собственной матери в 1418 году. Как и многие другие королевы Арагона, Мария не была коронована. Хозяйкой при королевском дворе продолжала оставаться её честолюбивая свекровь, которая вопреки традициям не готовила невестку к роли королевы. Молодая королева появлялась на публике только в случае крайней необходимости и воздерживалась от участия в политической жизни страны, уступив своё место свекрови. Мария оказалась в центре общественного внимания только тогда, когда здоровье королевы-матери пошатнулось.
В 1420 году Альфонсо II отправился в Неаполитанское королевство, чтобы подтвердить своё право на его трон; он не желал доверять регентство кому-либо из его амбициозных и ненадёжных братьев, которые толкали страну к войне с Кастилией. Несмотря на неудачу в семейной жизни, Альфонсо, больше доверявший супруге, нежели другим родственникам, объявил Марию регентом и перед своим отъездом издал документ, который предоставлял королеве власть, уступавшую только его собственной власти, и право управлять так, как если бы она была им самим. Во время всего правления мужа Мария, получившая титул генерал-лейтенанта, в его отсутствие управляла страной. В то время как в личную свиту королевы входили главным образом кастильцы, на государственные посты она назначала исключительно каталонцев, что способствовало её популярности и спокойной работе двора.
Мария дважды исполняла обязанности регента — с 1420 до 1423 год и с 1432 до смерти мужа в 1458 году. Она смогла урегулировать конфликты с горожанами и крестьянами, разразившиеся во время правления её мужа. Когда король Альфонсо II был взят в плен после поражения в битве при Понце в Италии 5 августа 1435 года, его жена собрала средства и договорилась о выкупе мужа. Мария от имени супруга заключила в Вальядолиде мир между Арагоном и Кастилией, которую также от имени мужа представляла Мария Арагонская, супруга её брата. В 1454 году, после смерти брата, Мария поехала в Кастилию на переговоры с новым королём, своим племянником Энрике IV. Мария оставалась в Аревало до 1457 года; затем она вернулась домой, где 27 июня 1458 года овдовела. Сама Мария скончалась три месяца спустя, 4 октября 1458 года, в Валенсии и была похоронена здесь же в монастыре Святой Троицы.